# Tapinoma emeryi
Tapinoma emeryi es una especie de hormiga del género Tapinoma, subfamilia Dolichoderinae. Fue descrita científicamente por Ashmead en 1905.

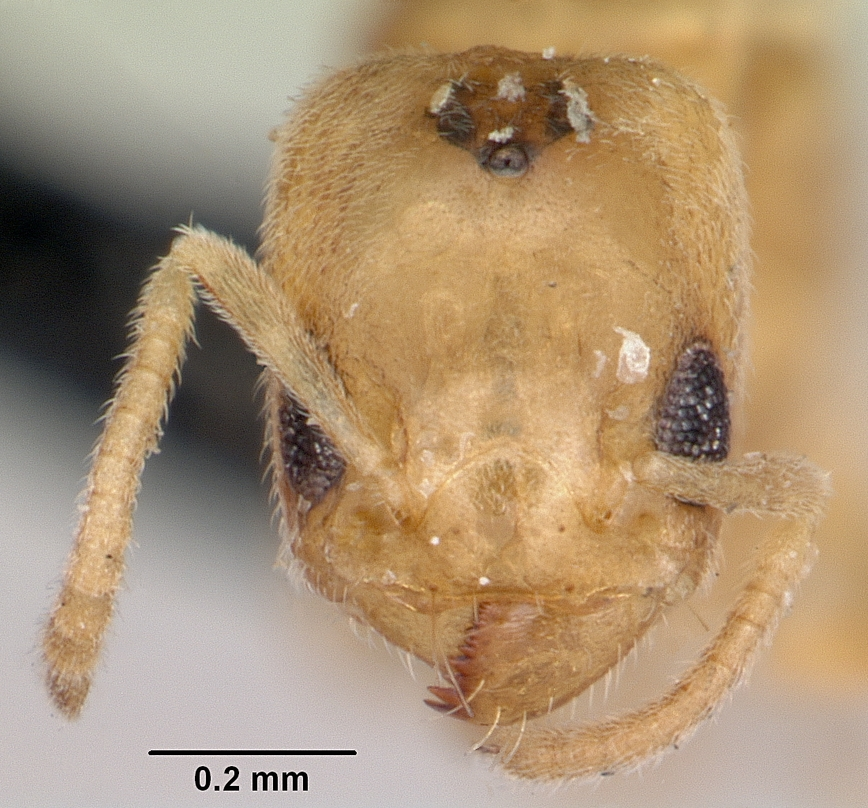
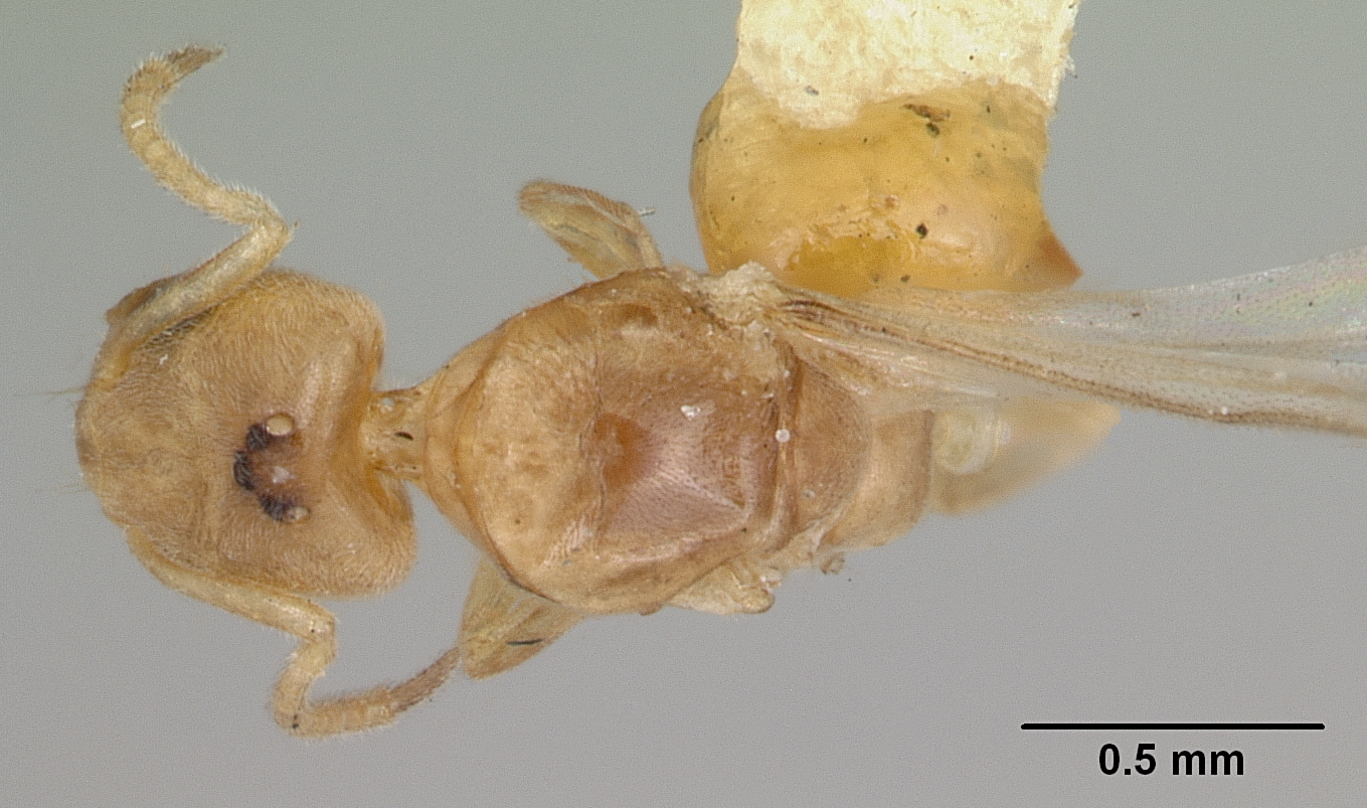

Se distribuye por Filipinas.